# Пушкинское (Башкортостан)
Пушкинское (баш. Пушкинский) — деревня, Иглинский район, Республика Башкортостан. Входит в состав Калтымановского сельсовета.

## История
В начале XX века на территории будущей деревни Пушкинское существовали отдельные хутора, основанные переселенцами из Белоруссии, прибывшими в Башкортостан в ходе Столыпинской аграрной реформы 1906—1913 годов. Деревня образовалась в 1928 году в период активной коллективизации сельского хозяйства в стране. Деревня Пушкинское была полностью обустроена к 1939 году. Многие жители приняли участие в Великой Отечественной войне 1941—1945 годов.

## География
Расстояние до:
- центра сельсовета (Калтыманово): 10 км;
- районного центра (Иглино): 28 км;
- ближайшей ж/д станции (Иглино): 28 км;
- столицы республики (Уфа): 26 км.

## Население
| 2002 | 2009 | 2010 |
| ---- | ---- | ---- |
| 249  | ↘243 | ↘202 |

Национальный состав
Согласно переписи 2002 года, преобладающая национальность — белорусы (87 %).

## Инфраструктура
В деревне имеются фельдшерско-акушерский пункт, дом культуры, библиотека, пансионат для пожилых людей "Счастливый Я", продуктовые магазины, рыболовное — тепличное хозяйство.